# 甜品
甜品是西餐正餐的最后一道甜味菜品，也可以说是西方人在餐后食用的甜味食物。可以是水果拼盘、小蛋糕、馅饼、布丁或者冰淇淋等。

## 甜品圖集

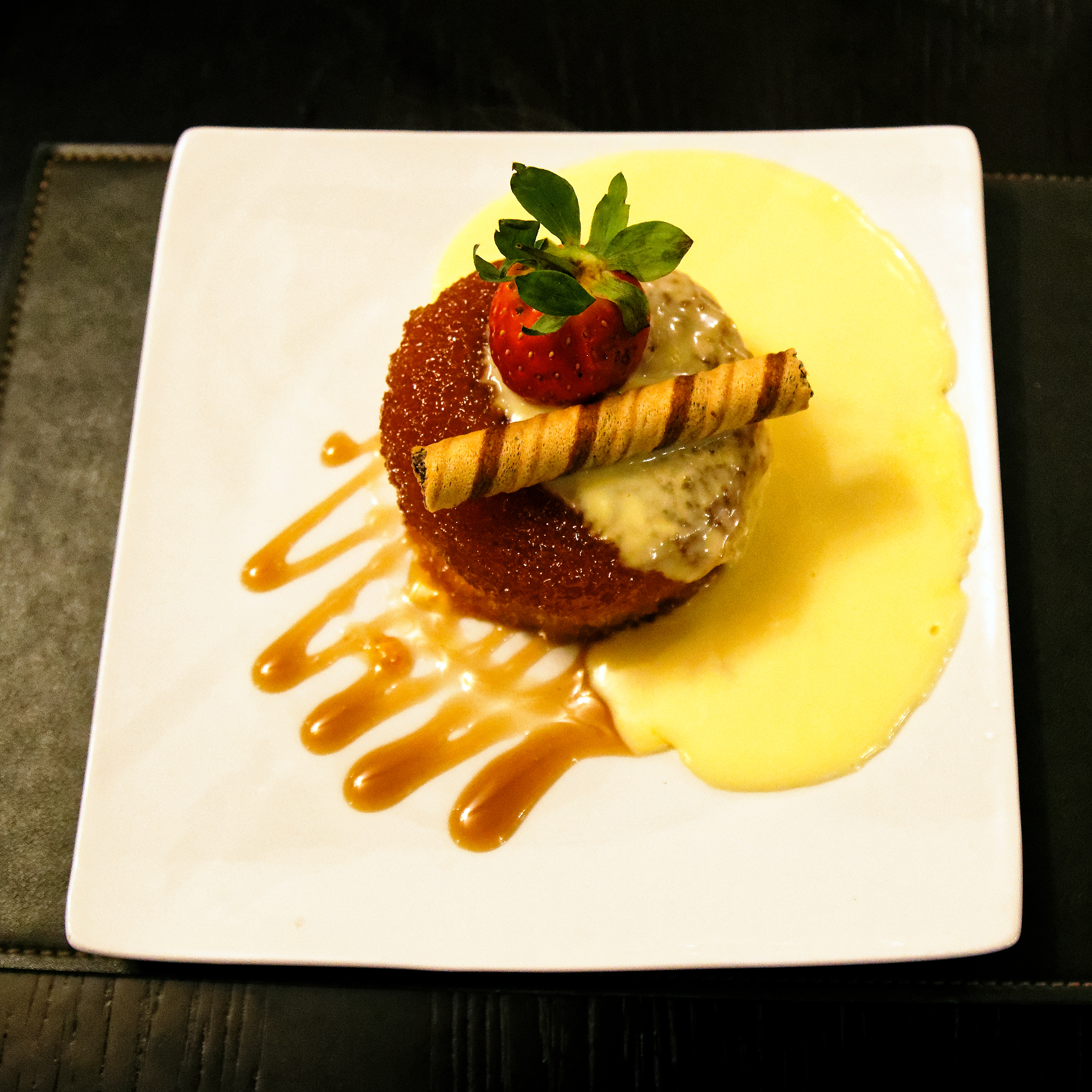
甜品
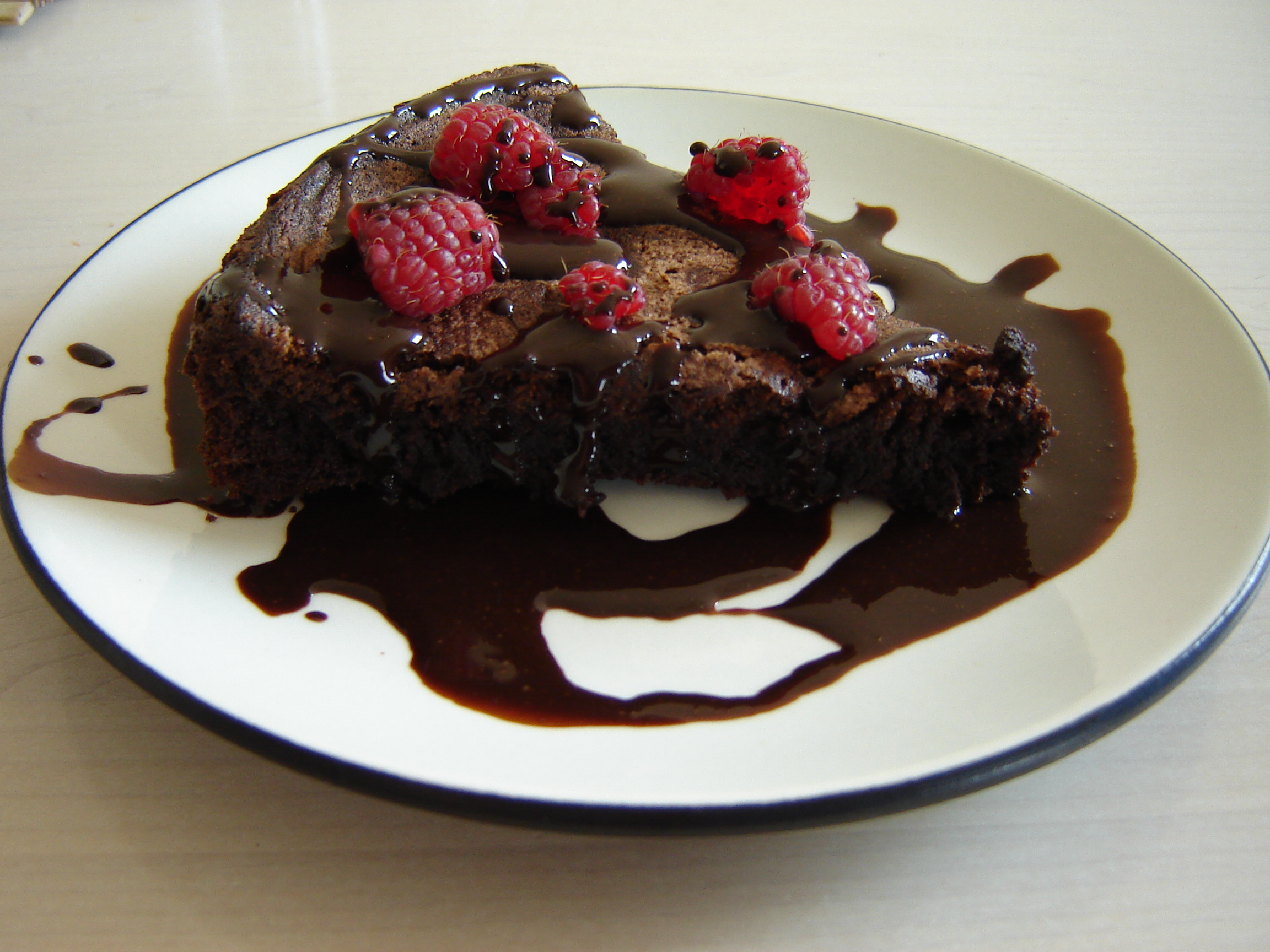
巧克力蛋糕
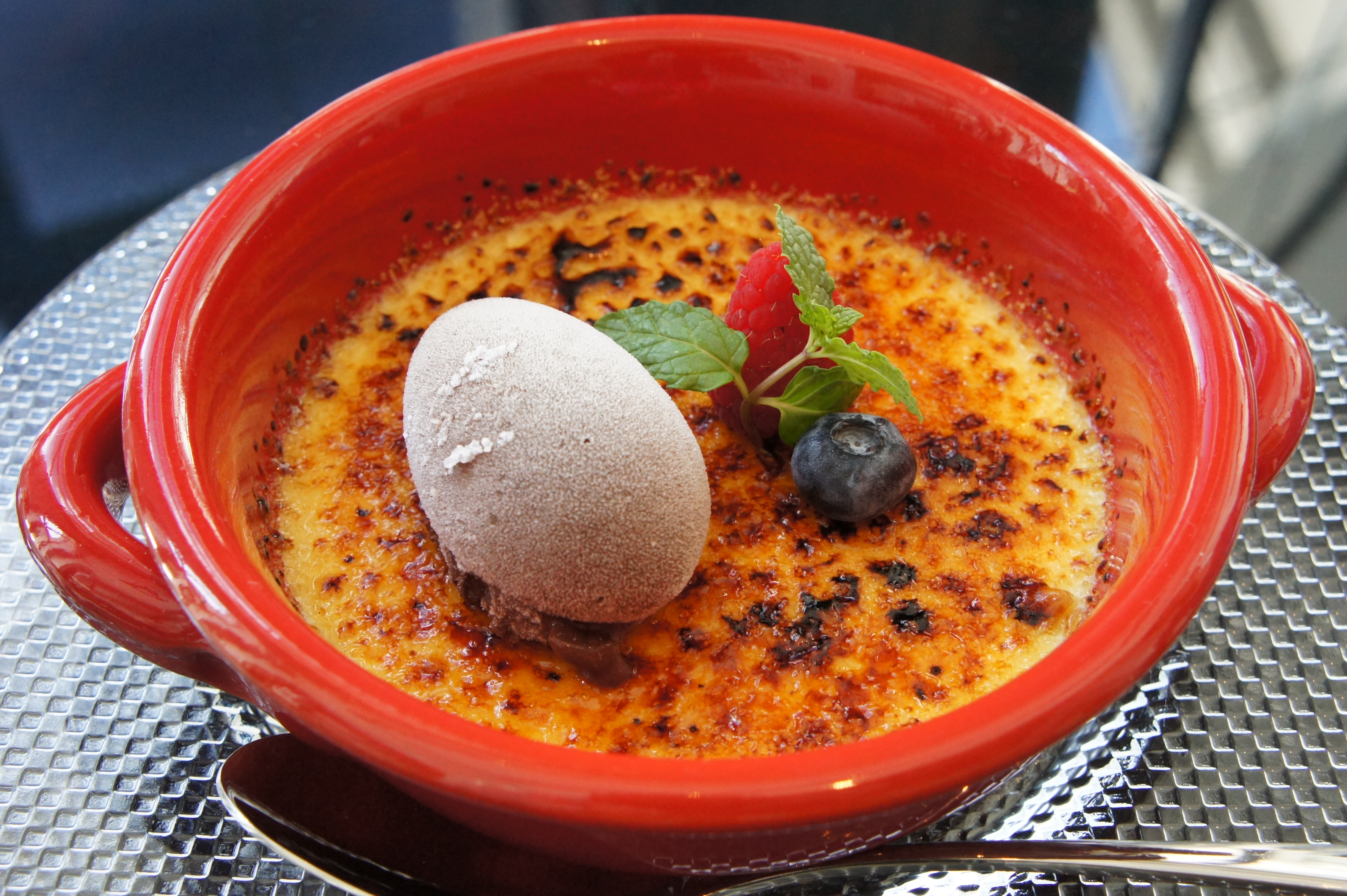
法式燉蛋
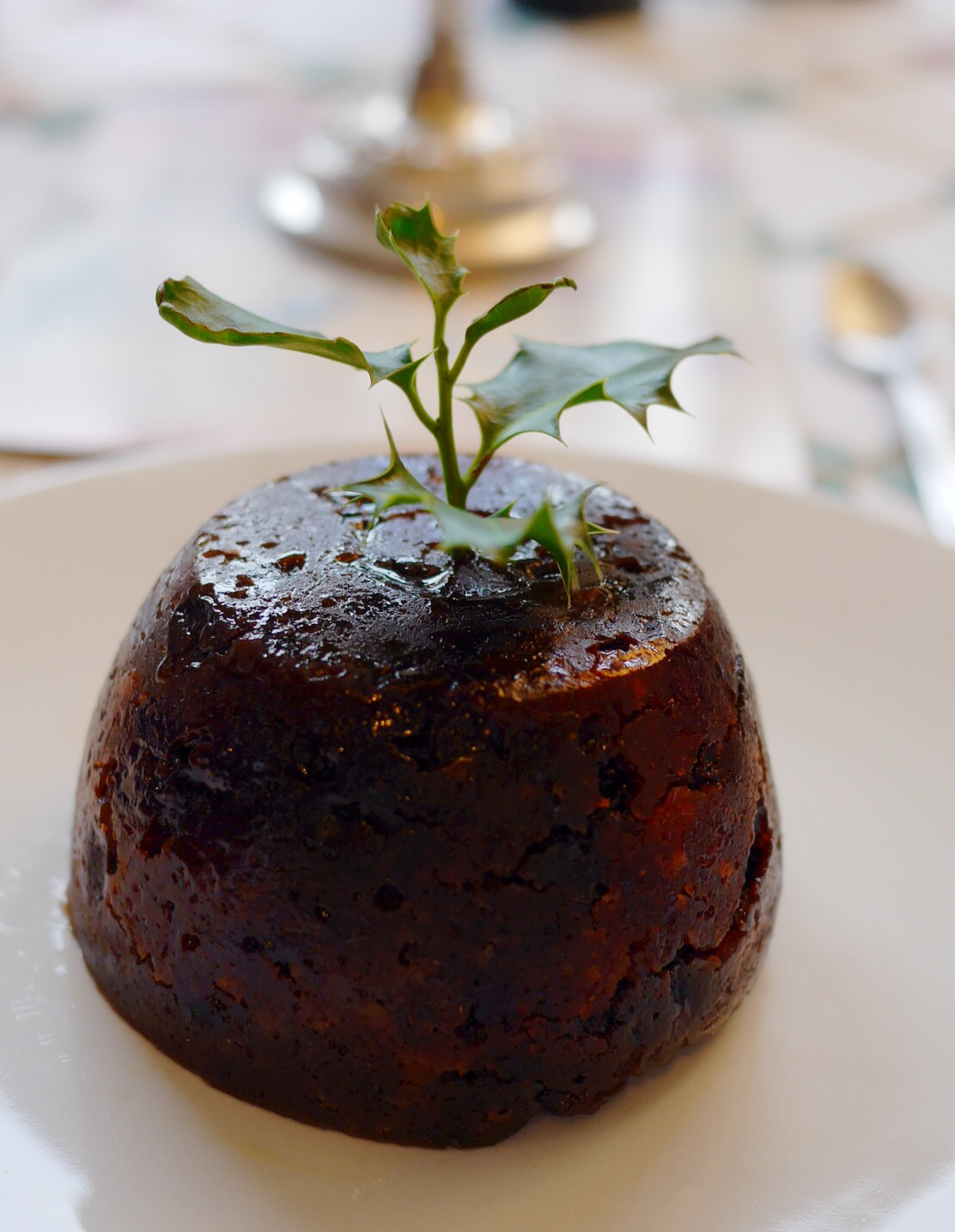
聖誕布丁
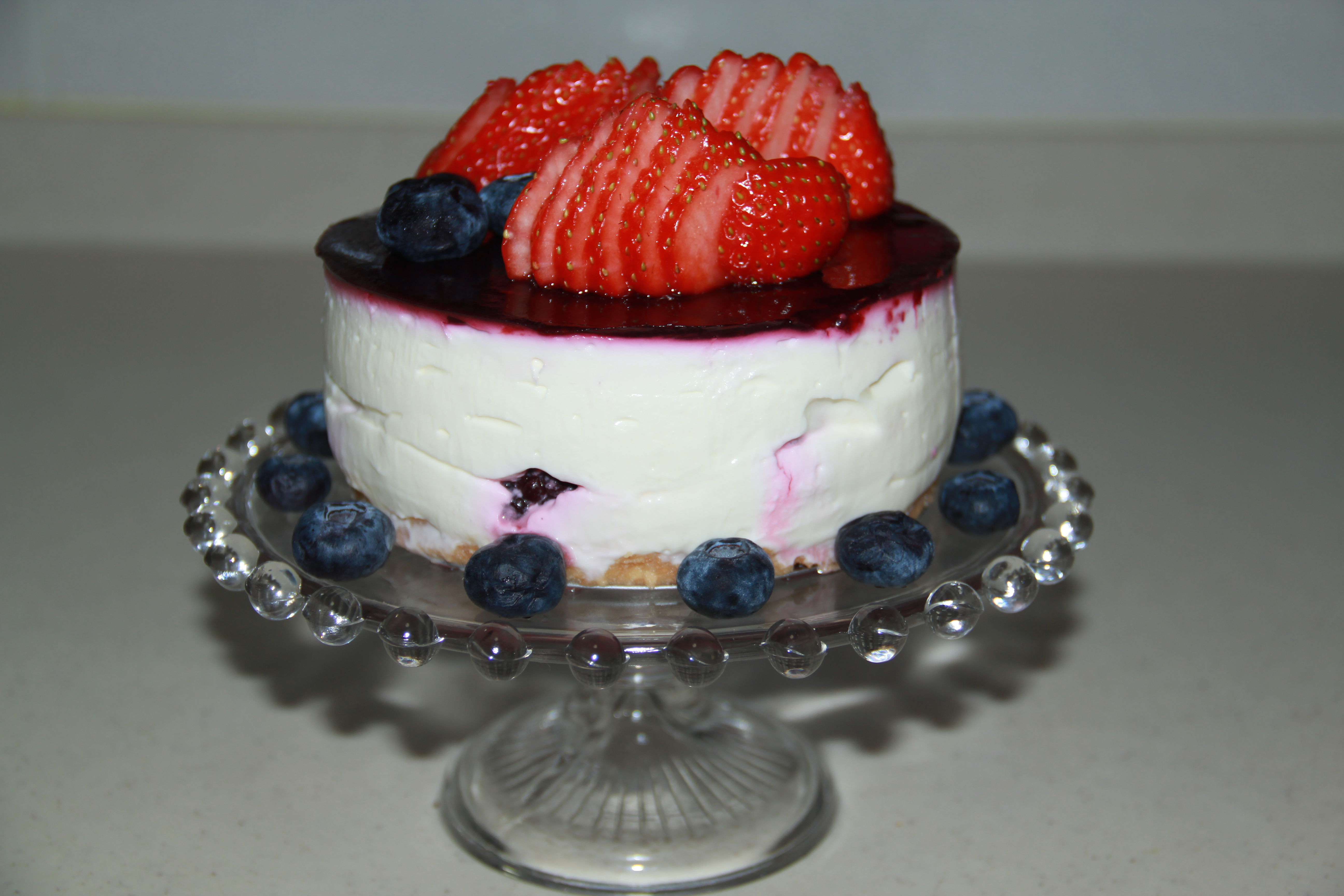
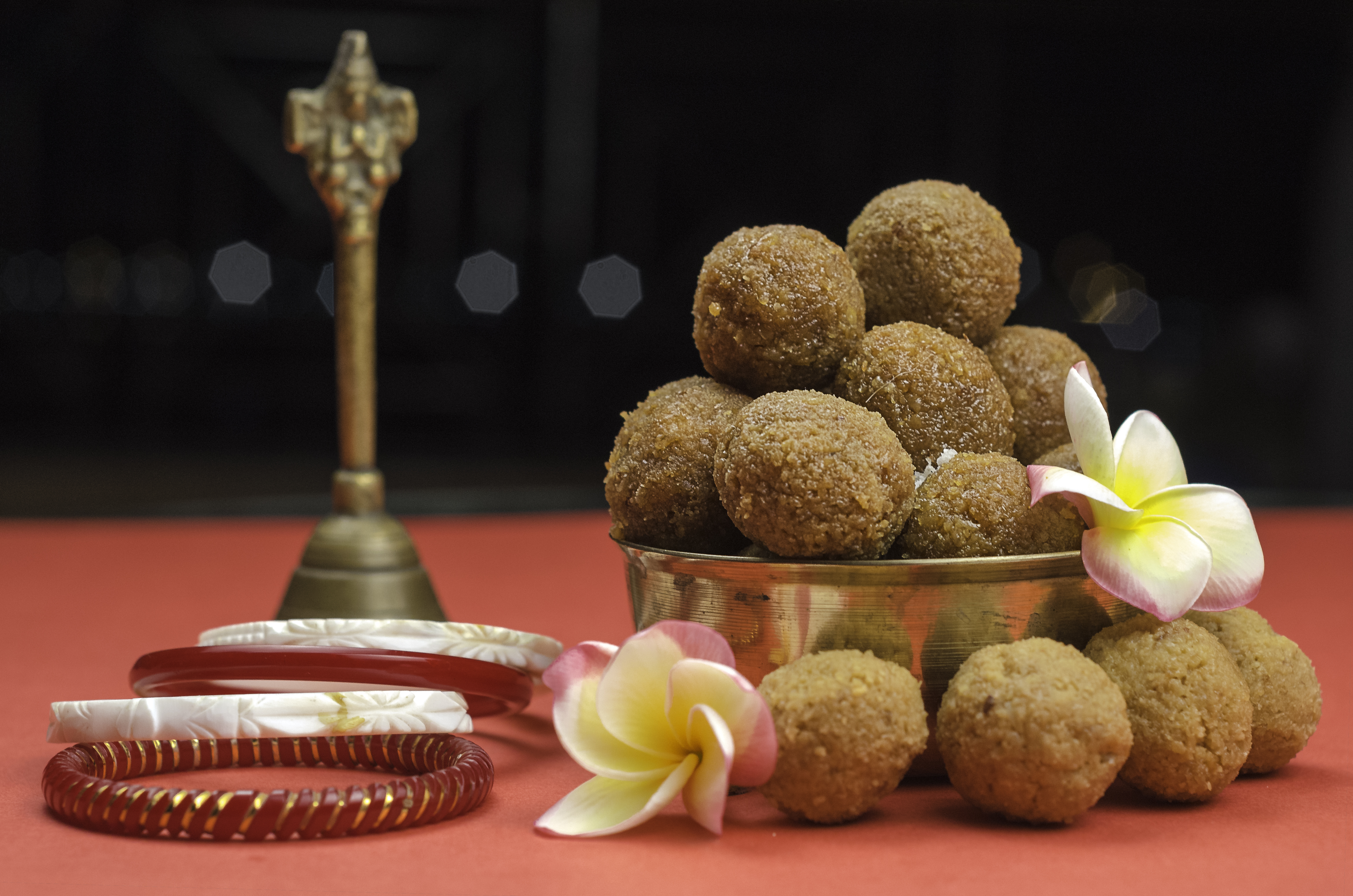
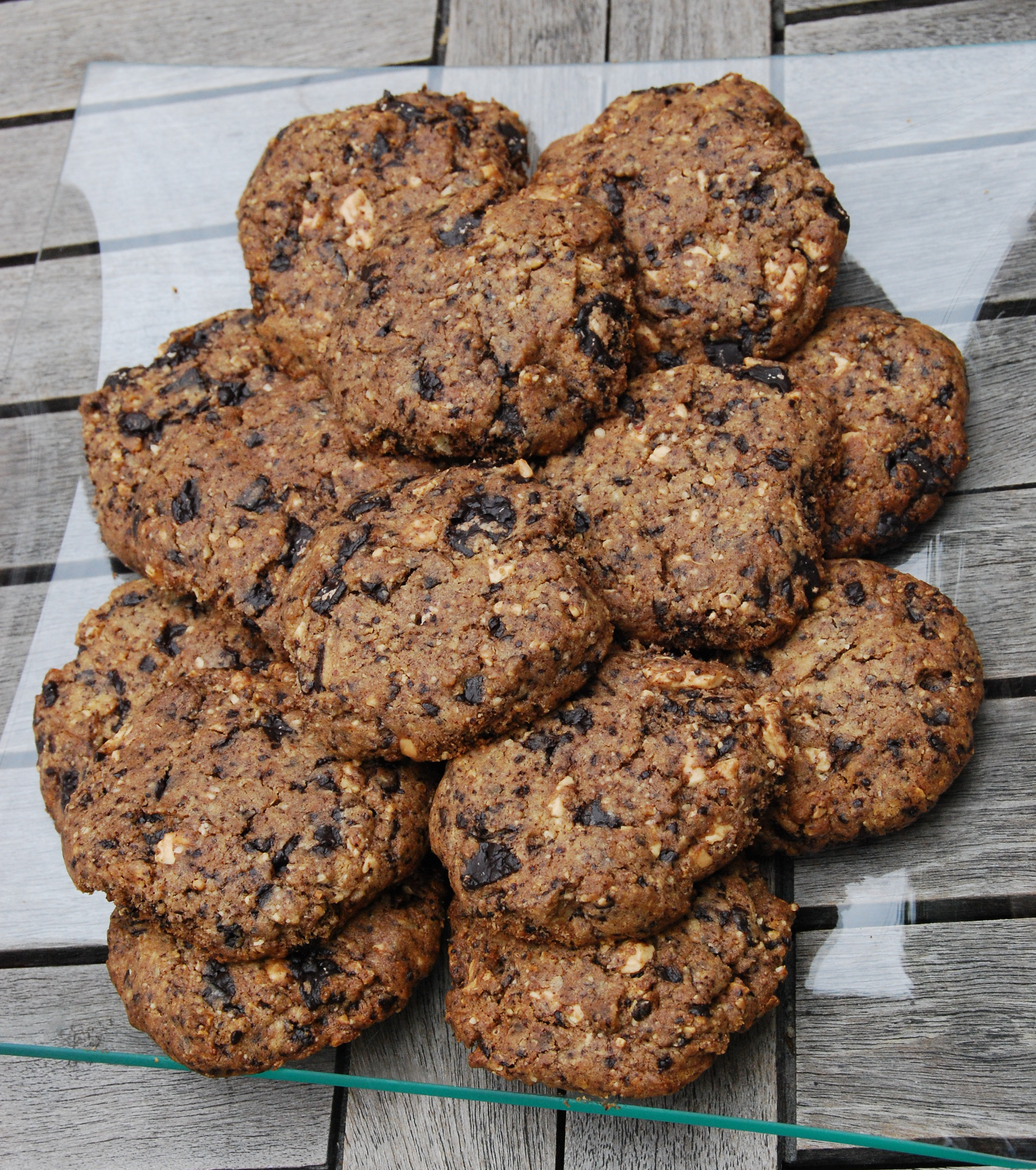
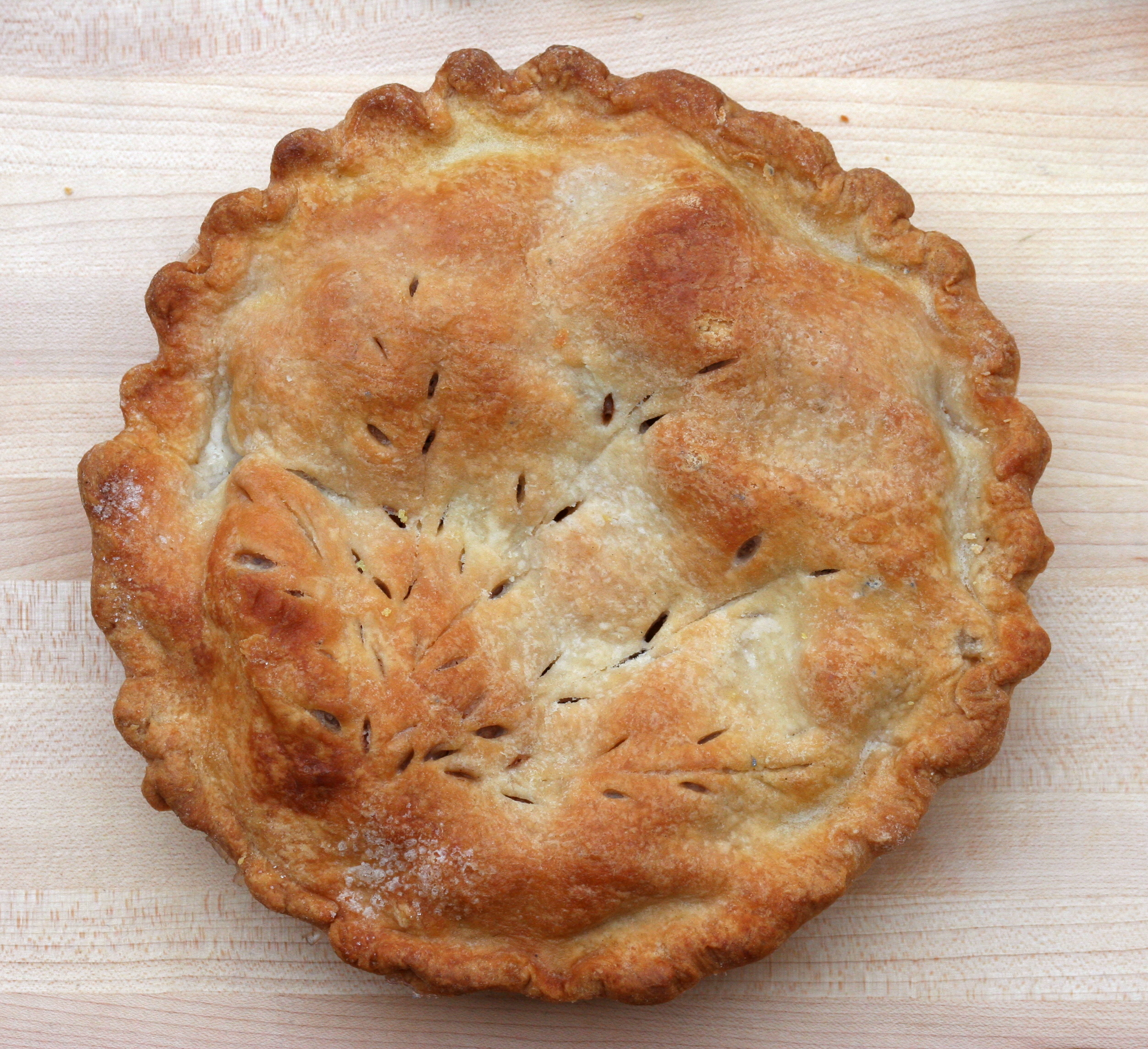
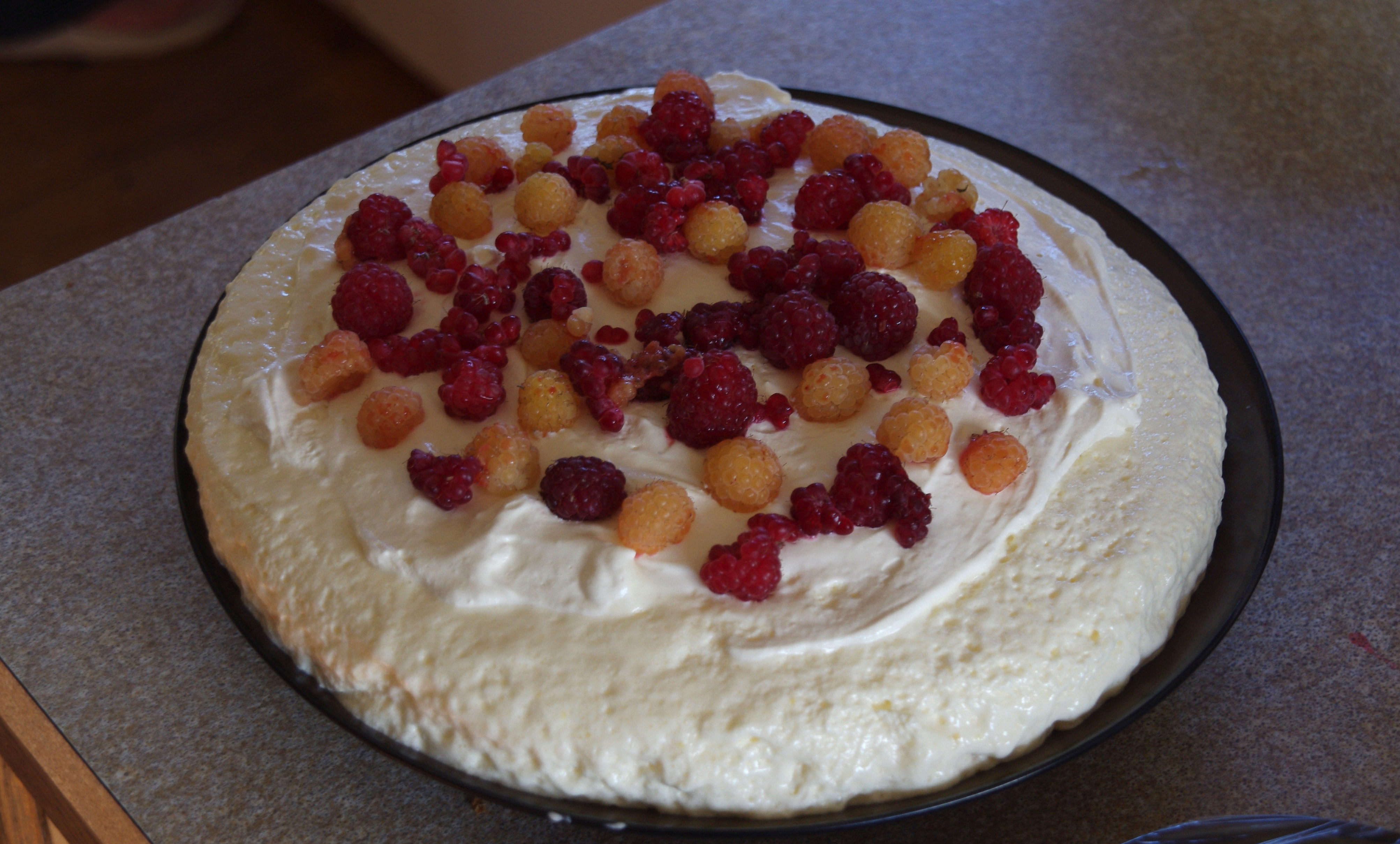